# Michail Vekovisjtsjev
Michail Dmitrjevitsj Vekovisjtsjev (Russisch: Михаил Дмитриевич Вековищев) (Obninsk, 5 augustus 1998) is een Russische zwemmer.

## Carrière
Bij zijn internationale debuut, op de wereldkampioenschappen kortebaanzwemmen 2016 in Windsor, werd Vekovisjtsjev samen met Nikita Lobintsev, Vladimir Morozov en Aleksandr Popkov wereldkampioen op de 4×100 meter vrije slag. Op de 4×200 meter vrije slag veroverde hij samen met Michail Dovgaljoek, Artem Loboezov en Aleksandr Krasnych de wereldtitel.
Tijdens de wereldkampioenschappen zwemmen 2017 in Boedapest behaalde hij samen met Michail Dovgaljoek, Danila Izotov en Aleksandr Krasnych de zilveren medaille op de 4×200 meter vrije slag. Op de Europese kampioenschappen kortebaanzwemmen 2017 in Kopenhagen eindigde de Rus als zevende op de 100 meter vrije slag. Op de 4×50 meter vrije slag sleepte hij samen met Kliment Kolesnikov, Vladimir Morozov en Sergej Fesikov de Europese titel in de wacht. Samen met Nikita Oeljanov, Kirill Prigoda en Aleksandr Sadovnikov zwom hij in de series van de 4×50 meter wisselslag, in de finale werd Prigoda samen met Kliment Kolesnikov, Aleksandr Popkov en Vladimir Morozov Europees kampioen. Op de 4×50 meter vrije slag gemengd zwom hij samen met Kliment Kolesnikov, Maria Kameneva en Rozalja Nasretdinova in de series, in de finale legden Kameneva en Nasretdinova samen met Vladimir Morozov en Sergej Fesikov beslag op de zilveren medaille. Voor zijn inspanningen in de series van beide estafettes ontving Vekovisjtsjev een gouden en een zilveren medaille.
In Glasgow nam Vekovisjtsjev deel aan de Europese kampioenschappen zwemmen 2018. Op dit toernooi eindigde hij als zesde op de 200 meter vrije slag. Samen met Martin Maljoetin, Danila Izotov en Michail Dovgaljoek veroverde hij de zilveren medaille op de 4×200 meter vrije slag, op de 4×200 meter vrije slag gemengd behaalde hij samen met Michail Dovgaljoek, Valeria Salamatina en Viktoria Andrejeva de zilveren medaille. Tijdens de wereldkampioenschappen kortebaanzwemmen 2018 in Hangzhou eindigde hij als zesde op de 50 meter vlinderslag en als zevende op de 200 meter vrije slag. Samen met Kliment Kolesnikov, Oleg Kostin en Jevgeni Rylov werd hij wereldkampioen op de 4×50 meter wisselslag. Op de 4×200 meter vrije slag legde hij samen met Martin Maljoetin, Ivan Girev en Aleksandr Krasnych beslag op de zilveren medaille, samen met Kliment Kolesnikov, Kirill Prigoda en Vladimir Morozov sleepte hij de zilveren medaille in de wacht op de 4×100 meter wisselslag. Op de 4×100 meter vrije slag zwom hij samen met Jevgeni Rylov, Ivan Koezmenko en Ivan Girev in de series, in de finale veroverden Vladislav Grinev, Sergej Fesikov, Vladimir Morozov en Kliment Kolesnikov de zilveren medaille. Voor zijn aandeel in de series van deze estafette werd Vekovisjtsjev beloond met de zilveren medaille.
Op de wereldkampioenschappen zwemmen 2019 in Gwangju behaalde de Rus samen met Michail Dovgaljoek, Aleksandr Krasnych en Martin Maljoetin de zilveren medaille op de 4×200 meter vrije slag. Op de 4×100 meter wisselslag zwom hij samen met Kliment Kolesnikov, Anton Tsjoepkov en Vladislav Grinev in de series, in de finale sleepten Jevgeni Rylov, Kirill Prigoda, Andrej Minakov en Vladimir Morozov de bronzen medaille in de wacht. Samen met Ivan Girev, Darja Oestinova en Veronika Androesenko zwom hij in de series van de 4×100 meter vrije slag gemengd, in de finale eindigde Oestinova samen met Vladislav Grinev, Vladimir Morozov en Maria Kameneva op de vijfde plaats. Voor zijn inspanningen in de series van de wisseslagestafette ontving Vekovisjtsjev de bronzen medaille.

## Internationale toernooien
| Jaar | Olympische Spelen | WK langebaan                                                                                              | WK kortebaan | EK langebaan                                                       | EK kortebaan |
| ---- | ----------------- | --- | --- | ------------------------------------------------------------------ | --- |
| 2016 | geen deelname     | | 4×100m vrije slag · 4×200m vrije slag | geen deelname                                                      | |
| 2017 |                   | 4×200m vrije slag                                                                                         | |                                                                    | 7e 100m vrije slag · 4×50m vrije slag · 4×50m wisselslag · Vekovisjtsjev zwom enkel de series · 4×50m vrije slag gemengd · Vekovisjtsjev zwom enkel de series |
| 2018 |                   | | 7e 200m vrije slag · 6e 50m vlinderslag · 4×100m vrije slag · Vekovisjtsjev zwom enkel de series · 4×200m vrije slag · 4×50m wisselslag · 4×100m wisselslag | 6e 200m vrije slag · 4×200m vrije slag · 4×200m vrije slag gemengd | |
| 2019 |                   | 4×200m vrije slag · 4×100m wisselslag · 5e 4×100m vrije slag gemengd · Vekovisjtsjev zwom enkel de series | |                                                                    | 4-8 december |

## Persoonlijke records
Bijgewerkt tot en met 29 juni 2019
Kortebaan
| Afstand          | Tijd    | Datum            | Plaats          |
| ---------------- | ------- | ---------------- | --------------- |
| 100m vrije slag  | 46,99   | 11 november 2018 | Kazan           |
| 200m vrije slag  | 1.42,52 | 8 november 2018  | Kazan           |
| 50m vlinderslag  | 22,56   | 14 december 2018 | Hangzhou        |
| 100m vlinderslag | 50,85   | 22 december 2018 | Sint-Petersburg |

Langebaan
| Afstand          | Tijd    | Datum         | Plaats  |
| ---------------- | ------- | ------------- | ------- |
| 100m vrije slag  | 48,77   | 27 juni 2019  | Obninsk |
| 200m vrije slag  | 1.46,43 | 24 april 2018 | Moskou  |
| 50m vlinderslag  | 23,48   | 8 april 2019  | Moskou  |
| 100m vlinderslag | 51,62   | 29 juni 2019  | Obninsk |